# Olympia-Palast Tiflis
Der Olympia-Palast Tiflis (georgisch ოლიმპიური სასახლე, englisch Tbilisi Olympic Palace) ist eine Mehrzweckhalle im Rajon Saburtalo der georgischen Hauptstadt Tiflis. 

## Geschichte
Der Bau begann im Januar 2015 und konnte rund ein halbes Jahr später abgeschlossen werden. Am 13. Juli 2015 wurde der Neubau von Georgiens Premierminister Irakli Gharibaschwili eröffnet. Der Komplex beinhaltet zwei Hallen, die für verschiedene Sportarten wie u. a. Handball, Basketball, Volleyball, Judo, Ringen, Futsal oder Fechten genutzt werden können.
Beim Europäischen Olympischen Sommer-Jugendfestival 2015 wurden die Handball-Turniere im zwei Wochen zuvor eingeweihten Olympia-Palast ausgetragen. 2017 war Georgien mit der neuen Sportarena Gastgeber der 7. U-19-Handball-Weltmeisterschaft der Männer. Ebenfalls 2017 war der Olympia-Palast Schauplatz des Junior Eurovision Song Contest, der Vorrundengruppe A der Qualifikation zur Futsal-Europameisterschaft 2018 mit Gastgeber Georgien, der Schweiz, Israel und Schottland sowie der 4. Kung-Fu-Europameisterschaften.

### Tiflis-Arena
Im Juni 2022 wurde der Komplex mit der Tiflis-Arena für rund 10.000 Besucher erweitert. Sie wurde für die Basketball-Europameisterschaft 2022, die im September des Jahres in den Städten Berlin, Mailand, Prag, Köln und Tiflis stattfand, errichtet. Am 11. Juni des Jahres besuchte Premierminister Irakli Gharibaschwili den Neubau. Er erklärte die Sportarena für einsatzbereit für die Europameisterschaft. Die neue Halle ist durch Tunnel mit den anderen Sportstätten verbunden. Am 4. Juli fand das erste Spiel in der Sportarena statt. In der Gruppe G der Qualifikation zur Basketball-Weltmeisterschaft 2023 gewann Georgien gegen den amtierenden Weltmeister Spanien mit 82:76 in der Overtime.